# Minangkabaus
 (avril 2025).
Si vous disposez d'ouvrages ou d'articles de référence ou si vous connaissez des sites web de qualité traitant du thème abordé ici, merci de compléter l'article en donnant les références utiles à sa vérifiabilité et en les liant à la section « Notes et références ».
Cet article concerne le peuple minangkabau. Pour la langue minangkabau, voir Minangkabau.
Les Minangkabaus (en jawi : مينڠكاباو, Urang Padang, d'après la capitale provinciale) sont un groupe ethnique habitant : 
- en Indonésie[1] dans les hauts plateaux de la province de Sumatra occidental et dans les îles Riau, où ils sont au nombre de 6 462 713 habitants.
- en Malaisie, dans l'État de Negeri Sembilan, où ils sont 891 000 habitants.

Environ 3 millions d’entre eux sont installés dans les villes d’Indonésie et de Malaisie où ils occupent souvent des fonctions importantes.

## Origine du nom
L'étymologie populaire fait provenir le nom Minangkabau des mots  minang (« victorieux ») et kabau (« buffle »).  Selon la légende, ce nom proviendrait d’une dispute entre les Minangkabau et un prince voisin du Majapahit. Pour éviter une bataille, le peuple avait proposé de faire se battre à mort deux buffles, chacun représentant une des parties. Le prince amena le plus grand et agressif des buffles, mais les Minangkabau rusèrent en amenant un bébé buffle affamé, dont les cornes avaient été taillées de manière à être aussi aiguisées que des lames de couteau. Voyant le buffle adulte au milieu du champ, le bébé courut vers lui espérant du lait. Le grand buffle, ne voyant aucune menace de la part du bébé, ne lui prêta pas attention, cherchant un adversaire à sa mesure. Quand le bébé fouilla en cherchant une éventuelle mamelle, il blessa mortellement le buffle et apporta la victoire au peuple Minangkabau.

## Architecture

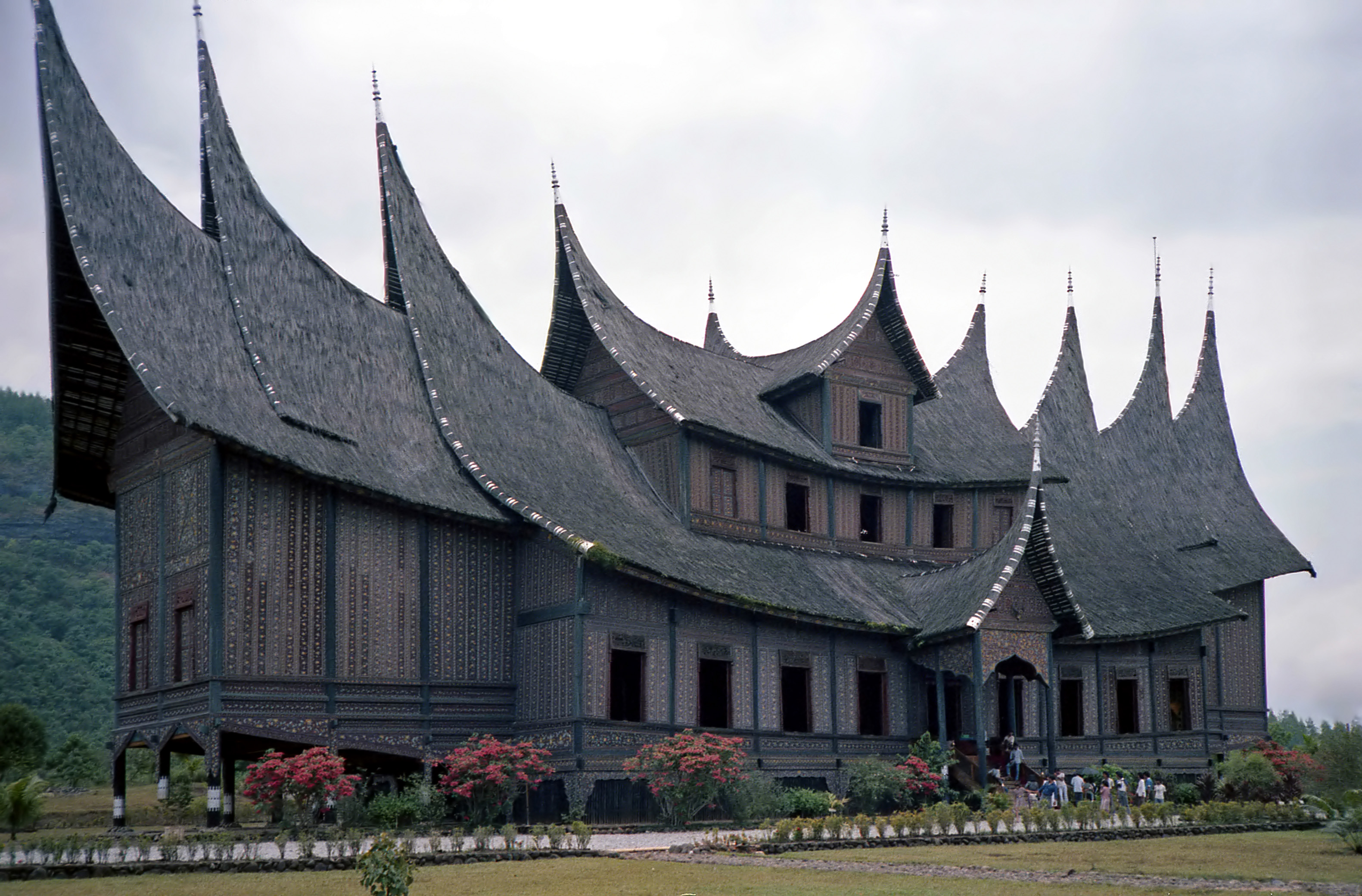
Le palais de Pagaruyung, avant sa destruction par le feu en février 2007.

Le profil des toitures des grandes maisons traditionnelles de l’ouest de Sumatra dites rumah gadang (en) ( « grande maison »  en minangkabau) représentent la courbe ascendante des cornes de buffles.
Ce style se retrouve dans les mosquées traditionnelles minangkabau, qui présentent en outre le toit à plusieurs étages qu'on retrouve également dans les temples balinais.

## Organisation familiale

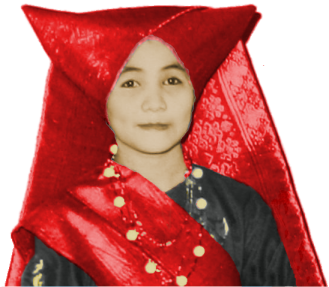
Costume traditionnel.

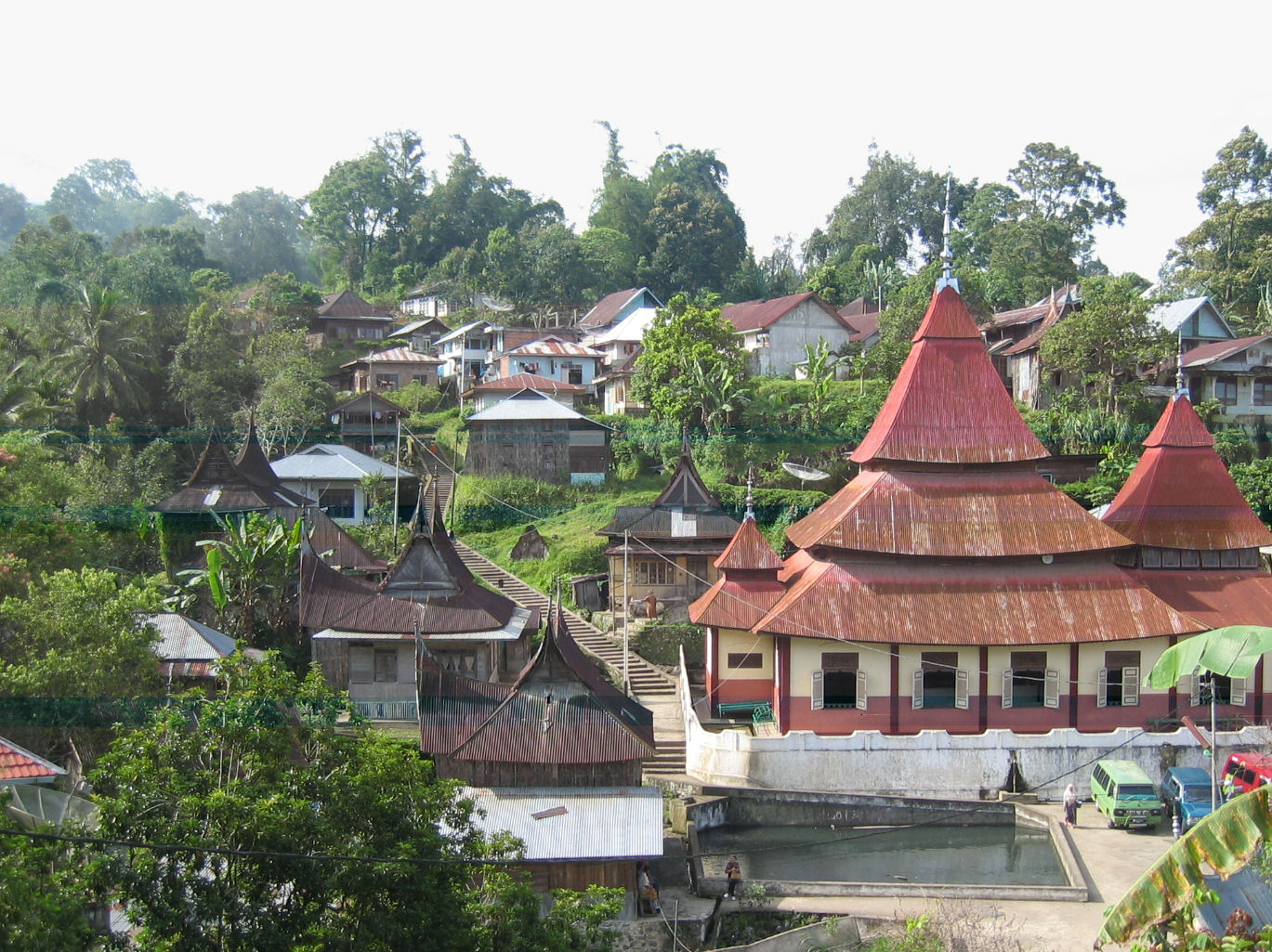
Le village traditionnel de Pariangan.

Les Minangkabau sont la plus grande société matrilinéaire au monde. Les femmes sont propriétaires de la terre, des biens immobiliers et mobiliers,, et les transmettent à leurs filles. Les hommes n'ayant rien, ils sont contraints d'émigrer (merantau) s'ils veulent faire fortune. Toutefois, leur devoir est de faire profiter le village de leur réussite et ils s’occupent de la religion et des affaires politiques.
Les enfants portent le nom de clan (suku) de leur mère. L'homme qui en a la responsabilité n'est pas le père, mais l'oncle maternel (mamak). Pour le mariage, c'est la famille de la fille qui vient demander la main du garçon. En cas de divorce, la femme garde les enfants (la loi islamique rappelle aux Minangkabau que « la mère mérite trois fois plus de respect que le père »[réf. nécessaire]).
À l'âge de 7 ans, les jeunes garçons quittent traditionnellement la maison pour aller vivre dans une maison commune (surau (en)), aussi devenue maison de prière et une sorte de centre social où l’on apprend les enseignements religieux et culturels (de l'adat). Les adolescents sont encouragés à quitter leur ville natale pour apprendre des écoles ou des expériences hors de leur communauté natale de manière à y revenir adulte enrichi d’un savoir et d’une sagesse utile  pour leur famille et la société et leur « nagari » (ville natale) où ils deviendront membre du « conseil des oncles ».
Au XVe siècle, des Minangkabau, attirés par les possibilités qu'offrait la prospérité du royaume de Malacca, s'installent sur la péninsule Malaise. Ils y fonderont l'État de Negeri Sembilan ("les neuf villages", le nagari étant le village coutumier minangkabau) qui est encore très influencé par la culture minangkabau.

## Langue
La langue minangkabau est désormais classée dans le groupe dit « malais » des langues malaïques de la branche malayo-polynésienne des langues austronésiennes. Elle compte environ 8 millions de locuteurs.
Le tableau ci-dessous permet une comparaison entre quelques langues para-malaises, l'indonésien et le français :
| Pekal       | apo  | lawik  | liek         | kucing  | lalui  | ulah    | kehas           | manis       | lutuik |
| Minangkabau | apo  | lauiʔ  | liaiʔ/caliaʔ | kuciang | pai    | ula     | kareh           | manih       | lutuiʔ |
| Mukomuko    | apo  | laut   | liek         | kucieng | paing  | ula     | kaqeh           | manih       | lutut  |
| Urak lawoi' | nama | lawoiʔ | lihaiʔ       | mi'aw   | pi     | ulal    | kras            | maneh       | lutoiʔ |
|             |      |        |              |         |        |         |                 |             |        |
| Indonésien  | apa  | laut   | lihat        | kucing  | pergi  | ular    | keras           | manis       | lutut  |
| Français    | quoi | mer    | voir         | chat    | partir | serpent | dur             | sucré       | genou  |
| English     | what | sea    | see          | cat     | leave  | snake   | hard/difficult? | sweet/soft? | knee?  |

## Religion

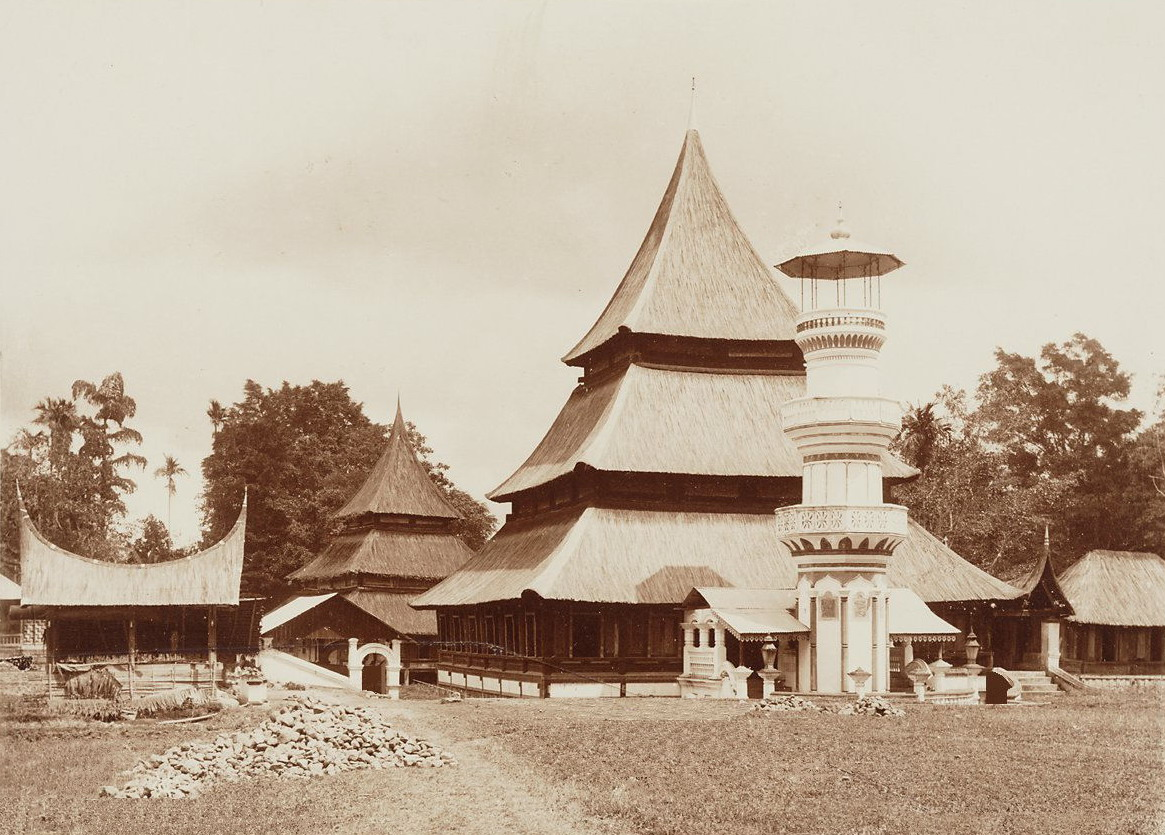
Mosquée minangkabau traditionnelle.

La religion traditionnelle a été remplacée par le sunnisme. L'adat (droit coutumier) reste en même temps en vigueur. Les Minang considèrent traditionnellement qu'être Minang implique d'être musulman.

## Histoire
Le pays Minangkabau a été le lieu de la Guerre des Padri de 1821 à 1837.
Probablement en raison de leur culture qui insiste sur l'importance des études, ce groupe est surreprésenté dans les domaines culturels et politiques en Indonésie, avec beaucoup de ministres minang, dont des femmes, des hommes d'affaires réputés, ainsi que d’illustres poètes, écrivains, hommes d'État et de religion. Ils ont été au centre de la lutte indonésienne pour l'indépendance et sont généralement bilingues.
La langue Minangkabau comprend beaucoup de mots utilisés en Malaisie, mais prononcés différemment, et utilisés avec une grammaire différente, non comprise par les Malais.
Le tourisme normal et le tourisme culturel se sont développés dans l’ouest de Sumatra, profitant d’une tradition culinaire minang appréciée, richement épicée, diffusée dans toute l’Indonésie par les rumah makan Padang. Les plats les plus connus sont le rendang, le soto Padang (soupe), le sate Padang (brochettes) et le dendeng balado (bœuf en sauce pimentée).
Une forme de théâtre typique est dite « Randai », associant drames, théâtre, chants, danse et le silat, forme un art martial indonésien.

## Arts traditionnels minangkabau
- Randai ; théâtre traditionnel incluant musique, danse et drame.
- Saluang (en) Jo Dendang (« flute de bambou et chant »).
- Talempong (en) (gong/carillon).
- Tari Payung[7]  (« danse à l’ombrelle »).
- Tari Indang, danse traditionnelle.
- Pidato Adat (ou  Sambah Manyambah ), discours solennels cérémonieux.
- Silek, un art martial.

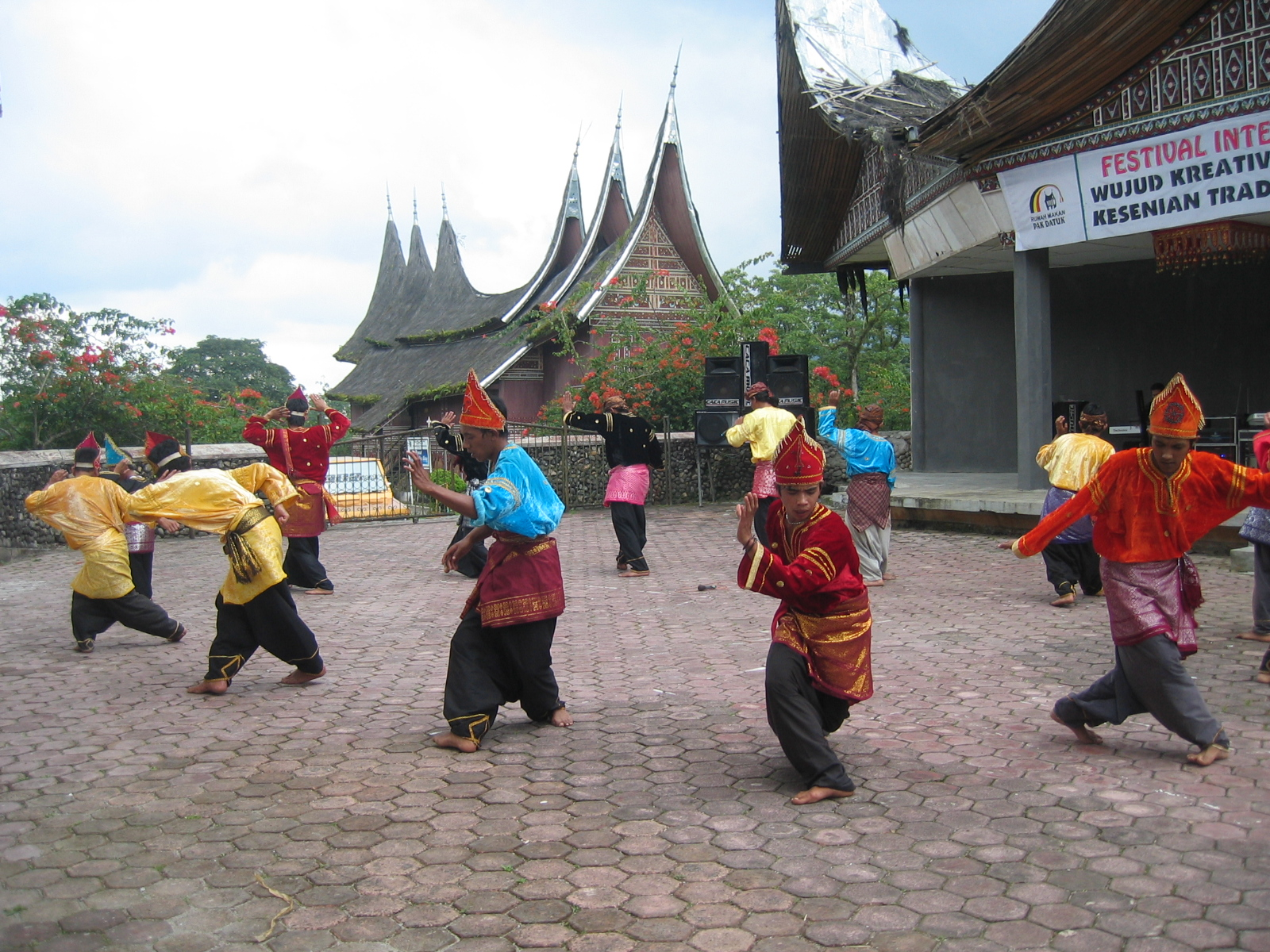
Un Randai exécuté dans une école de Padang Panjang.
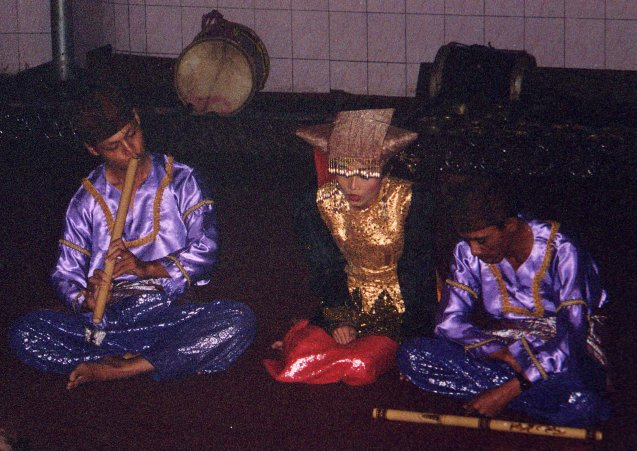
Saluang, musique traditionnelle.
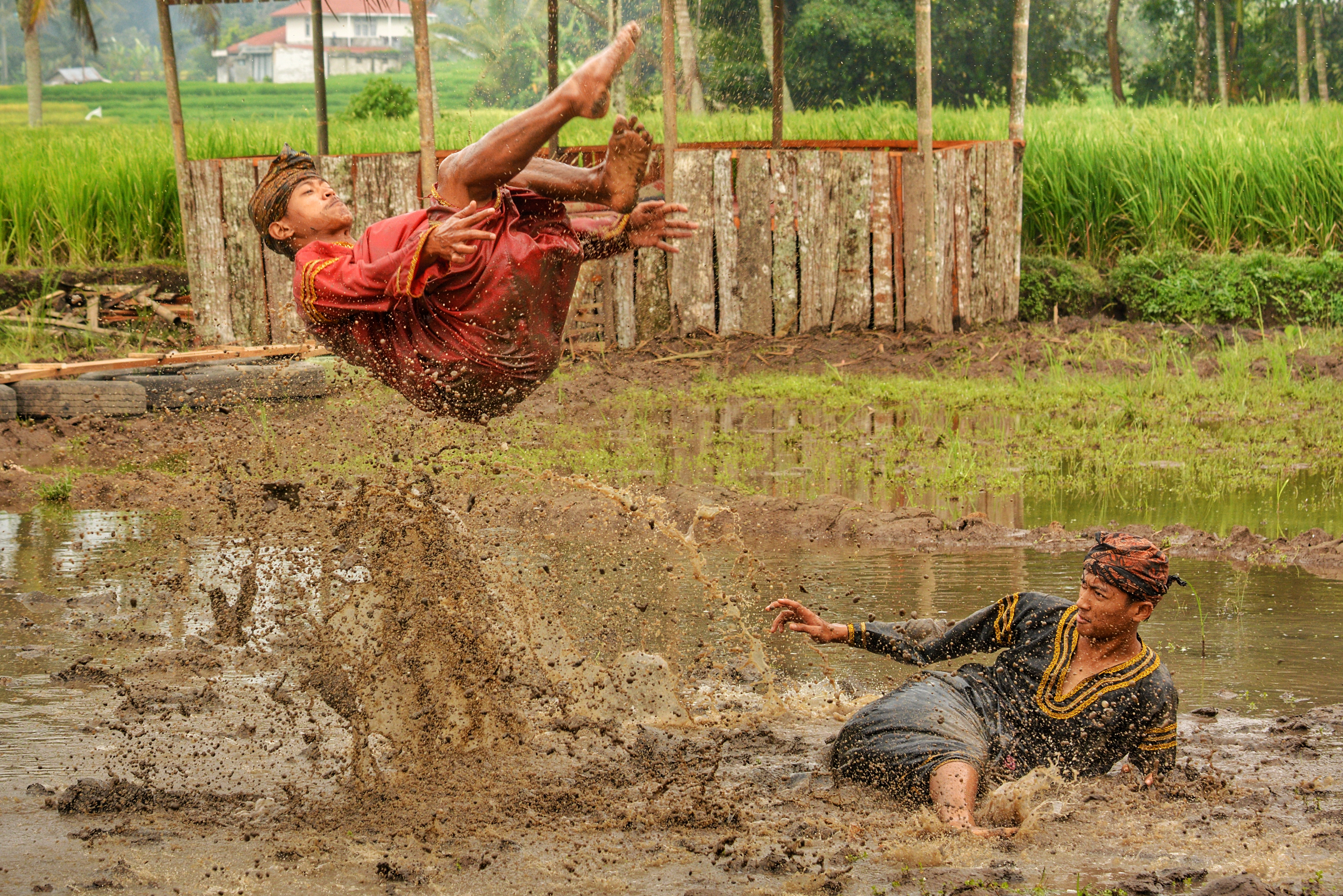
Le Silek lanyah (min), un art martial qui se pratique dans une rizière à Minangkabau. Octobre 2019.
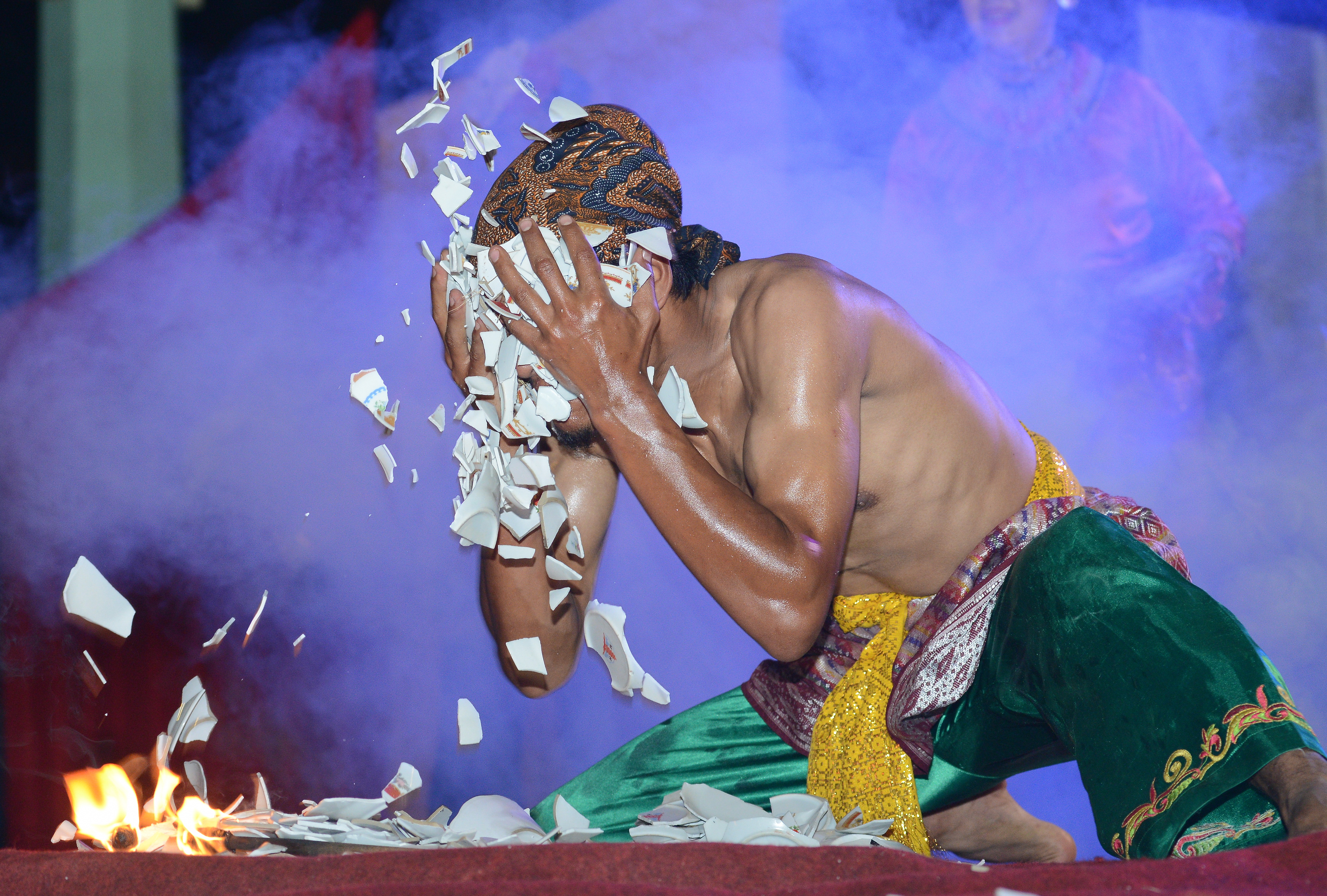
Danse ou performance Tari Piriang (min) à Minangkabau. Novembre 2016.

### Artisanat
- Tissage, broderie.
- Bois découpé.
- Bijouterie (or, argent) notamment travaillée en filigrane et grains.

### Sources et bibliographie
- Rurmidar Reibaud, Parlons Minangkabau (Sumatra), L'Harmattan, 2004 (ISBN 978-2-7475-7762-5).

### Filmographie
- Patrick Profit, Nora Trisna, femme en pays Minang, 2010 [8].
- Patrick Profit, Un monde, des femmes, 2014[9].
- Agnès Molia, Terres de femmes, 2019, 53'